# Бутенко, Вадим Аполлонович
Вадим Аполлонович Бутенко (30 июня (12 июля) 1877, Гори, Тифлисская губерния — 14 сентября 1931 г., Май-Губа, Автономная Карельская ССР) — российский историк, специалист по истории Франции первой половины XIX в., представитель научной школы профессора Н. И. Кареева.

## Биография
Родился в г. Гори Тифлисской губернии 30 июня 1877 года в семье дворянина. Отец будущего историка, титулярный советник Аполлон Лаврентьевич Бутенко, в прошлом боевой офицер, участник подавления Польского восстания 1863—1864 гг., служил мировым судьёй в Гори, позднее — членом окружного суда в Тифлисе.
Пройдя обучение во 2-й мужской гимназии Тифлиса (1884—1895 гг.), В. А. Бутенко был зачислен в число студентов историко-филологического факультета Санкт-Петербургского университета, а попечитель Кавказского учебного округа утвердил его на вакансию кавказского стипендиата.
Непосредственным источником воздействия на мировоззрение будущего историка были его учёные наставники. На историко-филологическом факультете в то время преподавали: основатель русской школы славистов В. И. Ламанский, С. Ф. Платонов, читавший курс русской истории. Из «всеобщников» В. А. Бутенко застал Ф. Ф. Соколова, Г. В. Форстена, Н. И. Кареева, И. М. Гревса. Счастливая встреча с Н. И. Кареевым, ставшим ему на всю жизнь учёным наставником и другом, укрепила либеральное умонастроение молодого историка и определила главную тему его научных изысканий — французский либерализм эпохи реставрации Бурбонов (1814—1830 гг.).
Впереди у В. А. Бутенко — исключение из университета за участие в студенческих волнениях 1899 года, восстановление на факультет, первый опыт преподавания в училище Святой Елены, Павловском институте, Александровском Лицее, университете, коммерческих училищах Петербурга.
В 1901 г. состоялся научный дебют историка. Н. И. Кареев, занимаясь подготовкой издания энциклопедического словаря Брокгауза и Ефрона, где он вёл исторический отдел, привлёк к сотрудничеству и своего ученика. Зная научные пристрастия В. А. Бутенко, Н. И. Кареев намеренно именно ему поручил подготовить статью о классике французского либерализма Алексисе де Токвиле.
В начале ХХ в. в жизни историка произошло важное личное событие — он женился на Вере Павловне Запорожченко (1876—1930 гг.), ставшей ему не только женой, но и настоящим другом. Повсюду в научных командировках она будет сопровождать его, поддерживать все его начинания. Органично войдя в круг его знакомых, Вера Павловна сблизилась и с семьёй Кареевых: иногда её посредничеством пользовались, чтобы обратиться с просьбой к именитому профессору.
В юбилейный год французской революции вышла первая крупная работа В. А. Бутенко, освещающая историю выработки проекта социальных реформ Люксембургской комиссией — «Парижский рабочий парламент 1848 года и его деятельность» (1908 г.). А спустя два года издано «Политическое учение Токвиля» (1910 г.).
В. А. Бутенко не оставался в стороне от анализа проблем народного образования. Представления учёного о «правильной постановке преподавания истории» нашли отражение не только в самостоятельной педагогической практике, он высказывал их и на страницах газет и журналов «Школьный вестник», «Школа и жизнь», «Русская школа», «Коммерческое образование». Приход В. А. Бутенко к этой теме не случаен. Ещё в студенческие годы он входил в Историческое общество, куда привлёк его Н. И. Кареев. Опыт обсуждения здесь вопросов преподавания В. А. Бутенко вполне смог реализовать в рецензиях на учебники П. Н. Ардашева, Н. И. Кареева, Н. А. Рожкова.
Собственный преподавательский опыт и включённость в проблемы народного образования подвёл В. А. Бутенко к созданию учебного пособия для коммерческих училищ «Краткий очерк истории русской торговли в связи с историей промышленности» (1911 г.). Впереди было осуществление нового замысла — создание «Курса новой истории» (1915 г.), где В. А. Бутенко впервые представил свою концепцию истории Европы.
Для написания магистерской диссертации историку необходима была длительная командировка во Францию. Работа в Национальном архиве и библиотеке Парижа (1910—1912 гг.) позволила В. А. Бутенко собрать богатый источниковый материал и по возвращении в Россию приступить к оформлению диссертации. Труд получился весьма объёмным — 629 страниц. В публикации его помог университет. Известно, что историко-филологический факультет издавал свои «Записки», каждый том которых почти всегда представлял собой отдельное сочинение. В них печатались магистерские и докторские диссертации. В одном из томов «Записок» вышла монография В. А. Бутенко «Либеральная партия во Франции в эпоху Реставрации. 1814—1820».
Едва утвердившись в степени магистра (декабрь 1913 г.), В. А. Бутенко в ряду других учёных был привлечён к работе по подготовке международного исторического конгресса, намеченного на 1918 г. в Петербурге.
Начавшуюся мировую войну историк переживал как национальную трагедию. Отдавая большую часть времени научно-преподавательской работе, он зорко следил за происходящими в России и Европе событиями, откликаясь на них своими статьями: «1814 и 1914 гг.» (1914 г.), «Борьба европейских держав за Бельгию» (1915 г.), «Нейтралитет Бельгии» (1916 г.), Германская социал-демократия и война (1917 г.).
В феврале 1917 г. Россия вплотную подошла к революции. Отклики русских учёных, устоявших в атмосфере общественной эйфории от февральской «кометы», не только высветили настроение революционных дней, но и представили широкой читающей публике свой опыт анализа ситуации с учётом европейского революционного прошлого. Так появилась статья В. А. Бутенко «Две февральские революции», где проводилась параллель событий в России с французской революцией 1848 г.
Утверждение действительной свободы в России историк тесно связывал с необходимостью разгрома главного оплота европейской реакции того времени — Германии, а для этого необходим дух единения и согласованности, под знаменем которого началась революция. Социально-политические взгляды В. А. Бутенко вполне соответствовали внешнеполитической концепции кадетов («Война до победного конца!»), откладывающих решение внутренних проблем до созыва Учредительного собрания.
В переломный для России момент В. А. Бутенко будет занят переездом в Саратов, где по проекту Временного правительства открывались новые факультеты в местном университете. Здесь профессор В. А. Бутенко возглавил кафедру всеобщей истории, а в 1918 г. стал деканом историко-филологического факультета (с 1919 г. — факультет общественных наук). В Саратове учёный завершил свою докторскую диссертацию (она не была защищена), опубликовав отдельные её части. Здесь он создал крупное исследование «Очерки по истории франко-русских отношений во второй половине XIX в.» (в 3-х частях).
Научная деятельность профессора В. А. Бутенко не ограничивалась университетской кафедрой и публикацией работ. Он также работал в саратовском Обществе истории, археологии и этнографии, а в . принял от «последнего петербургского символиста» А. Д. Скалдина (1889—1943) заведование Радищевским художественным музеем.
Отъезд из Саратова (1928 г.) был связан с серьёзным недомоганием историка (неврастения в тяжёлой форме). Вероятно, одной из причин болезни В. А. Бутенко стали неурядицы в университете, натиск представителей ортодоксального марксизма на учёных «старой» исторической школы.
Вернувшись в Ленинград, В. А. Бутенко время от времени публиковался в журнале «Вестник Знания». Редактором здесь был его университетский преподаватель академик С. Ф. Платонов, а в состав редколлегии входил Е. В. Тарле, не раз помогавший ему с публикацией работ. На страницах этого журнала в 1928—1929 гг. вышли последние статьи историка. Одновременно С. Ф. Платонов привлёк В. А. Бутенко к работе в Археографической комиссии АН СССР.
Историк был арестован 26 апреля 1930 года в связи с «Академическим делом», осуждён по статье 58-11 УК РСФСР: статья 58-11 входила в Особенную часть УК РСФСР (эта часть введена в действие со времени вступления в силу Положения о преступлениях государственных, принятого 3-й сессией III-го созыва ЦИК СССР 25.02. .): «Всякого рода организационная деятельность, направленная к подготовке или совершению предусмотренных в настоящей главе преступлений, а равно участие в организации, образованной для подготовки или совершения одного из преступлений, предусмотренной настоящей главой, влекут за собой меры социальной защиты, указанные в соответствующих статьях настоящей главы». Приговорён к 10 годам лишения свободы, а 24 февраля отправлен для отбытия наказания в СЛАГ (г. Кемь). Оттуда В. А. Бутенко попал на строительство Беломоро-Балтийского канала, где и умер в лагерном лазарете от скоротечного лёгочного туберкулёза 14 сентября 1931 г. Его похоронили на арестантском кладбище на станции Май-Губа, которое потом было затоплено водами Беломорского канала.
После ареста и осуждения В. А. Бутенко умерла его приёмная дочь Кира, покончила жизнь самоубийством его жена Вера Павловна.
Реабилитация самого В. А. Бутенко последовала лишь 30 июня 1989 г.
Воспоминания о В. А. Бутенко: Кареев Н. И. Прожитое и пережитое / Подгот. к изд. В. П. Золотаревым. Л.: Изд-во ЛГУ, 1990.

## Научные труды
Среди научных трудов В. А. Бутенко:
Политическое учение Токвиля // Вестник Европы. 1910. № 12. С.183-215.
Реформа французской армии при революции и Наполеоне // Отечественная война и русское общество / Под ред. А. К. Дживелегова, С. П. Мельгунова, В. И. Пичеты. Юбилейное издание (1812—1912). Т.1. М.: Т-во И. Д. Сытина, 1911. С.118-130.
Военные силы Наполеона. Состав «Великой армии» // Отечественная война и русское общество. 1912. Т.3. М. С.40-50.
Венский конгресс // Там же. Т. 7. С.1-20.
Французские политические теории XVIII в.// Книга для чтения по истории нового времени. М., 1912. Т. 2. С.142-178.
Очерк изучения эпохи реставрации во французской историографии// Историческое обозрение. Сборник Исторического общества при Императорском Санкт-Петербургском университете / Под ред. Н. И. Кареева. СПб., 1912. Т.17. С.288-335.
 Французские либералы и первая реставрация Бурбонов // Журнал Министерства народного просвещения. 1912. № XLI (новая серия). С.110-142., 193—235.
Вторая реставрация Бурбонов и «Бесподобная» палата // Вестник Европы. 1913. № 3. С.138-169.
Либеральная партия во Франции в эпоху реставрации. Т.1. 1814—1820. СПб.: Тип-я М. М. Стасюлевича, 1913. 629 + X с.
Из истории французского законодательства о печати // Вестник Европы. 1913. № 7. С.156-171.
Священный союз и международная политика эпохи реставрации // Книга для чтения по истории нового времени. Т.4. Ч.1. (История Западной Европы). М., 1913. С.105-127.
Французский избирательный закон 29 июня . // Н. И. Карееву — ученики и товарищи по науке: сборник. СПб., 1914. С. 120—146.
1814 и 1914 годы // Ежемесячный журнал. Пг., 1914. № 10. С. 88-93.
Из истории революционного движения во Франции в эпоху реставрации. Саратов, 1921. 17 с.
Социальный состав либеральной оппозиции во Франции в эпоху реставрации // Из далекого и близкого прошлого: сборник этюдов из всеобщей истории в честь 50-летия ученой жизни Н. И. Кареева. Пг.-М.: Мысль, 1923. С. 261—279.
Перелом в истории реставрации Бурбонов //Анналы. 1923. № 3. С.82-104.
Очерки по истории франко-русских отношений во второй половине XIX в. Ч.1. Россия Франция в . (написано в 1926 г.) / Подготовка текста, авт. вступ. ст. и коммент. С. Л. Егорова. М.: Издательство «Перо», 2015. 89 с.
Un projet d’alliance franco-russe en d’apres des documents des archives russes // Revue historique. Paris, 1927. T.CLV (155), juillet-aout. S.277-326.
Великие тени прошлого. Предтеча великой революции (к 150-летию со дня смерти Вольтера) // Вестник знания. 1928. № 12. С.603-605.
Великие тени прошлого: Жан-Жак Руссо (к 150-летию со дня смерти) // Там же. № 14. С.719-721.
Культ Разума и Культ Верховного Существа в революционной Франции // Вестник знания. 1929. № 1. С.12-18.
Страница из истории наполеоновской администрации // Известия АН СССР. Отделение гуманитарных наук. 1929. № 1. С.71-83.
Неудавшееся примирение (Из истории эпохи реставрации во Франции) // Ученые записки РАНИОН. Т.3. М., 1929. С. 348—367.

### Учебные пособия и курсы лекций
- Краткий очерк истории русской торговли в связи с историей промышленности. Курс коммерческих училищ. М., 1910. 120 с.
- Курс новой истории. Учебник для 7 класса мужских гимназий и реальных училищ (применительно к программам истории, утвержденным Министерством народного просвещения 13 июля . и 2 июля .). М.: Т-во И. Д. Сытина, 1915. 355 с. (переизд. в 1916, 1918 гг.)

В. А. Бутенко был автором многих статей в «Энциклопедическом словаре Брокгауза и Ефрона» (статьи «Токвиль», «Фарель»), «Новом энциклопедическом словаре» (статьи «Бастилия», «Бонапарты», «Бурбоны», "Людовик XIV " и др., «Энциклопедическом словаре товарищества Гранат» (статья «Столетняя война»). В годы Первой мировой войны и революционный период 1917 г. выступал как публицист в журналах «Голос минувшего», «Проблемы Великой России», газете «Биржевые ведомости»).
Часть работ В. А. Бутенко не была опубликована. Среди них — "Идея всемирной истории " (1917 г.), «Данте и Возрождение» (1921 г.), «Курс истории Западной Европы в XVIII—XX вв. Вып.1. Старый порядок. Революция и эпоха Наполеона» (1922 г.), «П. Г. Виноградов и наука всеобщей истории в России» (1926 г.), «Задачи строительства провинциальных художественных музеев» (1926 г.), "Очерки по истории франко-русских отношений во второй половине XIX в. Ч.2. Сближение между Францией и Россией и Штутгартское свидание 1857 г. ; Ч. 3. Франко-русское сотрудничество на Балканском полуострове в 1857—1858 гг. "(1927 г.).